# فنسنت جاكسون
فنسنت جاكسون (بالإنجليزية: Vincent Jackson)‏ (و. 1983  م) هو لاعب كرة قدم أمريكية، من الولايات المتحدة، ولد في كولورادو سبرينغس، كولورادو، يلعب كمستقبل واسع ‏.

## التعليم
تعلم في ثانوية وايدفيلد ‏.